# Ivan Matoušek (spisovatel)
Ivan Matoušek (* 28. července 1948 Praha) je český spisovatel, básník a výtvarník.

## Život
Po absolvování Střední všeobecně vzdělávací školy na Sladkovského náměstí v Praze na Žižkově vystudoval v letech 1966–1971 chemii na Přírodovědecké fakultě UK v Praze. Poté pracoval jako výzkumný pracovník v Ústavu fyzikální chemie a elektrochemie ČSAV a od roku 1987 ve Výzkumném ústavu pro farmacii a biochemii. Od roku 2001 byl kontrolorem jakosti léčiv v továrně Léčiva, respektive Zentiva. Od podzimu 2007 je v důchodu. Žije v Úvalech nedaleko Prahy.
Malbě a grafice se intenzivně věnoval do počátku devadesátých let 20. století. Spolupracuje s kulturními časopisy, zejména s Revolver Revue a Tvarem. Patří k nejvýraznějším spisovatelům současné české literatury.

## Dílo
- Seznam děl v Souborném katalogu ČR, jejichž autorem nebo tématem je Ivan Matoušek (spisovatel)

### Samostatná knižní vydání publikovaná tiskem
- 1991 Album — novela
- 1992 Nové lázně — novela
- 1995 Autobus a Andromeda — próza pro mládež
- 1997 Ego — román
- 1999 Mezi starými obrazy — povídkový soubor
- 2000 Poezie — soubor básnických sbírek Marie (1982) a Poezie a serigrafie před koncem 80. let (1990)
- 2001 Spas — román
- 2009 Oslava — próza
- 2009 Adepti — román
- 2010 Jedna věta — záznamy, úvodní svazek projektu Viktora Karlíka jako samostatná příloha Revolver Revue
- 2014 Autor Quijota
- 2017 Ogangie[1]
- 2020 Povídky — dva oddíly krátkých próz skládající se z devíti povídek ze 70. let 20. století (Mezi starými obrazy) a sedmi povídek z let 2013-2017 (Mezi novými obrazy)

### Významnější publikace v časopisech
- 2003 Péťovo loutkové divadlo — dokumentární pásmo, věnované souboru loutkových divadelních her a jejich inscenací (1977—1984), Revolver Revue č. 53/2003
- 2008 Mezi továrníky — korespondence s Lubomírem Martínkem; na pokračování v celém ročníku časopisu Tvar
- 2009 Autor Quijota Ivan Matoušek — záznamy vzniklé na základě četby Cervantesova Důmyslného rytíře dona Quijota de la Mancha; na pokračování v celém ročníku časopisu Tvar

## Ocenění
- 2003 - Cena Revolver Revue za román Spas (2001)[2]
- 2010 - Cena Magnesia Litera v kategorii próza roku 2009 za prózu Oslava (2009)
- 2020 - Časopis A2 zařadil knihu Spas do českého literárního kánonu po roce 1989, tedy do výběru nejdůležitějších českých knih v období třiceti let od sametové revoluce.[3]